# Judi Chamberlin
Judi Chamberlin (nacida como Judith Rosenberg; Brooklyn, 30 de octubre de 1944 –Arlington, 16 de enero de 2010) fue una activista estadounidense, líder, organizadora, educadora y ponente vinculada al movimiento de supervivientes de la psiquiatría. Su activismo político nació tras su ingreso psiquiátrico involuntario en una hospital psiquiátrico en los años 1960. Es la autora de "A nuestra manera: alternativas al sistema de salud mental controladas por pacientes", texto fundacional del movimiento del Orgullo Loco.

## Infancia y juventud
Judi Chamberlin nació con el nombre de Judith Rosenberg en Brooklyn en 1944. Era hija única de Harold y Shirley Jaffe Rosenberg. La familia cambiaría más adelante su nombre a Ross. Su padre era obrero fabril cuando ella era una niña y más tarde trabajó como ejecutivo en la industria publicitaria. Su madre trabajó como administrativa en una escuela. Chamberlin se graduó en el Instituto Midwood.

## Experiencia psiquiátrica
Hay auténticas indignidades y problemas de verdad cuando todas las facetas de la vida están bajo control -cuando nos levantamos, comemos, nos duchamos- y se introducen productos químicos dentro de nuestros cuerpos y en contra de nuestra voluntad.

   - Judi Chamberlin, New York Times
En 1966, a la edad de veintiún años y recién casada, Chamberlin sufrió un aborto y, según ella, esto la deprimió gravemente. Después del consejo de un psiquiatra, aceptó ingresar en un centro psiquiátrico como interna. A pesar de ello, no se recuperó y después de varios ingresos voluntarios se la diagnosticó de esquizofrenia y fue internada de manera involuntaria en el área de psiquiatría de un hospital del estado de Nueva York durante cinco meses.
Como paciente involuntaria, presenció y experimentó todo el espectro de abusos que se dan en las instituciones psiquiátricas. Habitaciones de aislamiento y salas blancas o refractarias (donde se aplican el aislamiento o la saturación sensoriales) se utilizaban con pacientes resistentes, incluso cuándo las formas de resistencia eran no-violentas. La medicación psiquiátrica que se le prescribió le hacía sentir un gran cansancio y tuvo efecto sobre su memoria. Como paciente ingresada de manera involuntaria no le era posible dejar el recurso hospitalario y se convirtió en, según sus propias palabras, "prisionera del sistema". La suspensión de derechos civiles que experimentó durante la reclusión fue la motivación que la llevó al activismo dentro del movimiento de supervivientes de la psiquiatría.

## Activismo
¿Recuerdas aquella vez en el local del MPLF (Mental Patients Liberation Front)? Pusiste un letrero en la pared de la oficina que decía: "Terminar con la opresión psiquiátrica para el martes". Eso es lo que quiero. Terminar con la opresión psiquiátrica para el martes.

   - Judi Chamberlin en conversación con David W. Oaks
Siguiendo su impulso, Chamberlin acabó por implicarse en el recién nacido movimiento de derechos de pacientes de psiquiatría. En 1971 se unió al Frente de Liberación de Pacientes Mentales (MPLF), y también se convirtió en asociada del Centro para la Rehabilitación Psiquiátrica de la Universidad de Boston. Su relación con este centro facilitó que más adelante acabara cofundando la Ruby Rogers Advocacy y los llamados Drop-in-Centers, que son recursos de ayuda con una plantilla de profesionales expacientes psiquiátricos, y también fue una de las fundadoras y más adelante directora educativa del Nacional Empowerment Center. Esta última es también una organización con plantilla formada por expacientes que proporciona información, asistencia técnica y apoyo a personas usuarias, exusuarias y supervivientes del sistema psiquiátrico. Sus estatutos explicitan su intención de "llevar un mensaje de recuperación, empoderamiento, esperanza y curación a las personas que han sido etiquetadas con diagnósticos de enfermedades mentales".
Chamberlin estuvo también implicada con la Asociación Nacional para Protección y Defensa de Derechos y era una influyente líder dentro del movimiento del Orgullo Loco.
En 1976 Chamberlin conoció a David Oaks, cuando era el jefe ejecutivo de MindFreedom International. Ambos formaban parte del Frente de Liberación de Pacientes Mentales. Más tarde se convirtió en miembro de la directiva de MindFreedom International, una organización de paraguas para cerca de cien grupos de base que hacían campaña por los derechos humanos de las personas etiquetadas como "enfermas mentales"
En 1978, se publicó su libro "A nuestra manera: alternativas al sistema de salud mental controladas por pacientes". Se convierte en texto canónico del movimiento de supervivientes de la psiquiatría. En él Chamberlain acuña el concepto "mentalismo".  Utiliza también esa misma palabra "mentalismo" en un capítulo del libro de 1975, "Women Look at Psychiatry" ("La mirada de las mujeres a la psiquiatría").
Fue una importante colaboradora en la elaboración del informe del Consejo Nacional de Discapacidad titulado "De privilegios a derechos: personas etiquetadas con discapacidades psiquiátricas hablan por sí mismas", que se publicó en el año 2000. El informe demandaba que las personas que fueran pacientes psiquiátricas tendrían que disfrutar de los mismos derechos humanos básicos que el resto de la ciudadanía y que los privilegios concedidos en función del buen comportamiento dentro del sistema psiquiátrico, como eran la posibilidad de usar su propia ropa, salir de los límites del centro psiquiátrico o recibir visitas, deberían considerarse como derechos humanos básicos.
Chamberlin fue elegida como copresidenta de la World Network of Users and Survivors of Psychiatry (WNUSP) en la conferencia de presentación y primera asamblea general en Vancouver, Columbia Británica, Canadá en 2001, y ejerció funciones hasta la siguiente asamblea general que fue en 2004. Durante este periodo fue también parte del comité de personas expertas que aconsejaron a las Naciones Unidas como ponentes especiales sobre discapacidad, en nombre de la WNUSP como organización no gubernamental, representante de supervivientes psiquiátricos.
Chamberlin hace una aparición en el documental de 2011 sobre derechos de las personas con discapacidad "Lives Worth Living" ("Vidas que vale la pena vivir").

## Vida personal
Tuvo matrimonios con Robert Chamberlin, Ted Chabasinski, y con Howard Cahn que acabó en divorcio. Chamberlin y Chabasinski se conocieron, siendo ambos miembros iniciales del movimiento de supervivientes de la psiquiatra, en 1971 en la primera reunión del Proyecto de Liberacin de Pacientes Mentales en Nueva York. Desde 2006 hasta su muerte, Chamberlin tuvo como pareja a Martin Federman. Tuvo una hija, Julie Chamberlin, y tres nietos, Edward, Kyle, y Vivian.

## Muerte
Chamberlin murió por una enfermedad crónica de pulmón en su casa de Arlington, Massachusetts el 16 de enero de 2010.

## Publicaciones
- Chamberlin, Judi (1978). On Our Own: Patient Controlled Alternatives to the Mental Health System. New York: Haworth Press. ISBN 080155523X. Capítulo Cinco: Cuándo las personas se Alocan.
  - Traducción a español: Por nuestra cuenta. Alternativas autogestionadas frente al sistema de salud mental, editorial Katakrak, 2023.[27]
  - Traducción a español (Latinoaméria). Por nuestra cuenta. Alternativas al sistema de salud mental controladas por pacientes.[28]
- Chamberlin, Judi (1990). «The Ex-Patients Movement: where we've been and where we're going'». The Journal of Mind and Behaviour 11 (3&4): 323-336. Archivado desde el original el 27 de julio de 2011.
- Chamberlin, Judi (1993). 'Erfahrungen und Zielsetzungen der nordamerikanischen Selbsthilfebewegung' (pp. 300–317). En: Kerstin Kempker / Peter Lehmann (Eds.), Statt Psychiatrie. Berlín: Antipsychiatrieverlag. ISBN 3-925931-07-4
- Chamberlin, Judi (1995). «Mental health: choice and dignity». The Magazine of the World Health Organization 48 (5): 16-17.
- Chamberlin, Judi; Rogers, E. Sally; Ellison, Marsha Langer (1996). «Self-help programs: a description of their characteristics and their members». Psychiatric Rehabilitation Journal 19 (3): 33-34. doi:10.1037/h0101293. Archivado desde el original el 22 de octubre de 2012.
- Chamberlin, Judi (1997). «A working definition of empowerment». Psychiatric Rehabilitation Journal 20 (4): 43-46. Archivado desde el original el 22 de octubre de 2012.
- Rogers, E. Sally; Chamberlin, Judi; Ellison, Marsha Langer; Crean, Tim (1997). «A consumer-constructed scale to measure empowerment among users of mental health services». Psychiatric Services 48 (8): 1042-1047. PMID 9255837. doi:10.1176/ps.48.8.1042. Archivado desde el original el 28 de junio de 2011.
- Chamberlin, Judi (1998). «Confessions of a noncompliant patient». Journal of Psychosocial Nursing and Mental Health Services 36 (4): 49-52. Archivado desde el original el 22 de octubre de 2012.
- Chamberlin, Judi (1998). «Citizenship rights and psychiatric disability». Psychiatric Rehabilitation Journal 21 (4): 405-408. doi:10.1037/h0095282. Archivado desde el original el 22 de octubre de 2012.
- Chamberlin, Judi (2004). Prefacio a: Peter Lehmann (ed.), Dejando los Fármacos Psiquiátricos: retirada Exitosa de neurolepticos, antidepresivos, litio, carbamazepina y tranquilizantes (pp. 11–13). Berlín / Eugene / Shrewsbury: Peter Lehmann Editorial. ISBN 978-0-9545428-0-1 (Reino Unido).
- Chamberlin, Judi (2014). Πρόλογος. στο: Πέτερ Λέμαν & Άννα Εμμανουηλίδου (επιμ.), Βγαί νοντας από τα ψυχοφάρμακα – Εμπειρίες επιτυχημένης διακοπής νευροληπτικών, αντικαταθλιπτικών, σταθεροποιητών διάθεσης, Ριταλίν και ηρεμιστικών (σ. 16–21). 2η διορθωμένη και βελτιωμένη έκδοση. Θεσσαλονίκη: εκδ. Νησίδες. ISBN 978-960-8263-81-9.

## Premios
- 1992: Premio de Servicio Distinguido al Presidente de los Estados Unidos, Consejo Nacional de Discapacidad
- 1992: David J. Vail Premio Nacional de Defensa de Derechos, Asociación de Salud Mental de Minnesota
- 1995: Premio N. Neal Pike por Servicios a las Personas con Discapacidad, Boston University School of Law.